# 百分點
百分點（percentage point，percent point）是用以表達百分數之間的算術差的單位。
假設：本月的失業率是百分之五（5%），而上月的失業率是百分之四（4%）。那麼可以說：本月的失業率比上月微升了「一個百分點」。（而非百分之一或1%）
百分數（或稱百分比）是計算比例的數，是比較兩個數量的方法。但百分數本身也是數量，因此，比較不同的百分數，就可以用百分數表達其比例關係，或者百分點表達其數值差距。
舉例說，0.05和0.2分別是數，而且可分別化為百分數（5%和20%）。於是比較這兩個數值有幾種方法：
一、0.2是0.05的四倍，也就是說20%是5%的四倍，即百分之四百（400%）。
二、0.2比0.05多三倍，也就是說20%比5%多三倍，即百分之三百（300%）。
三、0.2比0.05多出0.15，也就是說20%比5%多十五個百分點。
可見，首兩種比較百分數的方法比較容易令受眾混淆。所以比較百分數時，百分點通常被接受為正確和恰當的的單位。
由於百分比除了表達比例外，還可用以計算可能性（機會率）或風險，所以比較這類數字時亦會用到百分點。
要留意的是，在漢語中，「百分比」和「百分點」這兩組字的用法有所不同。
正確的格式是：「百分之若干」以及「若干個百分點」。

## 參看
- 百分比
- 點子
- 百萬分率